# Лоліта Торрес
Беатрі́с Мар'я́на То́ррес Іріа́рте (ісп. Beatriz Mariana Torres Iriarte; * 26 березня 1930, Авельянеда — † 14 вересня 2002, Буенос-Айрес), відоміша як Лолі́та То́ррес (ісп. Lolita Torres) — аргентинська актриса театру та кіно і співачка.

## Життєпис
Лоліта Торрес була матір'ю п'ятьох дітей, останнім з яких був співак Дієго Торрес.
Величезною популярністю користувалися фільми з Торрес («Вік кохання», «Наречений для Лаури», «Кохання з першого погляду») в колишньому Радянському Союзі. Вони вплинули на долю багатьох майбутніх артисток, як кіноактрис(Гурченко), так і оперних співачок (Образцова,Синявська)

## Фільмографія

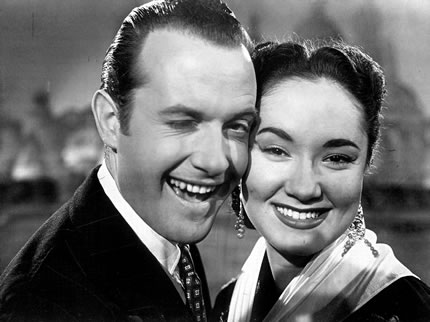
Лоліта Торрес і Рікардо Пассано (Ритм, сіль і перець)

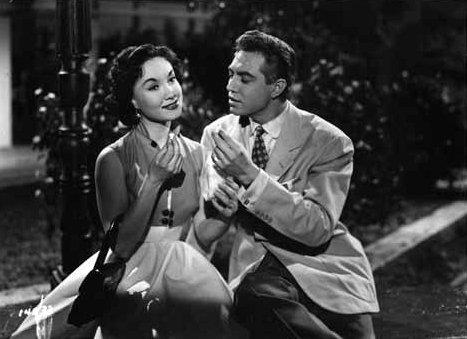
Лоліта Торрес і Альберто Дальбес (Вік кохання)

- La danza de la fortuna (Танець фортуни) (1944)
- Ritmo, sal y pimienta (Ритм, сіль і перець) (1951)
- El mucamo de la niña (Слуга для дівчини) (1951)
- La niña de fuego (Дівчина з вогником) (1952)
- La mejor del colegio (Найкраща в коледжі) (1953)
- La edad del amor (Вік кохання) (1954)
- Más pobre que una laucha (Бідніші церковної миші) (1955)
- Un novio para Laura (Наречений для Лаури) (1955)
- Amor a primera vista (Кохання з першого погляду) (1956)
- Novia para dos (Наречена для двох) (1956)
- La hermosa mentira (Прекрасна брехня) (1958)
- La maestra enamorada (Закохана вчителька) (1961)
- Cuarenta años de novios (Сорок років любові) (1963)
- Ritmo nuevo, vieja ola (Новий ритм, стара хвиля) (1965)
- Pimienta (Перець) (1966)
- Joven, viuda y estanciera (Молода, вдова і землевласниці) (1970)
- Allá en el Norte (Там, на Півночі) (1973)